# Bandai Visual
A Bandai Visual Co., Ltd. (バンダイビジュアル株式会社, Bandai Bijuaru Kabushiki Gaisha) foi um estúdio japonês de animes e filmes, subsidiária da Namco Bandai Holdings Inc.. Sua sede está localizada em Minato, Tóquio, Japão. Desde a reorganização da Namco Bandai Holdings em 2006, a Bandai Visual lidera o grupo Visual e de Conteúdos de Música, uma de suas controladas incluem a Emotion Music Company, Limited, (cujo logos também incluem o Moai da Ilha de Páscoa).
Em setembro de 2017, a Bandai Visual adquiriu o estúdio de anime Actas.

## História
A Bandai Visual foi uma subsidiária integral da Bandai Namco Holdings. A Bandai Namco anunciou em 8 de novembro de 2007 que iria comprar as ações com direito a voto. Em 18 de dezembro de 2007, a Bandai Namco anunciou que possuía 93.63% das ações da Bandai Visual, desde o final de novembro daquele ano. As ações remanescentes foram excluídas da cotação oficial da bolsa de Tóquio, no dia 15 de fevereiro de 2008, após isso a  Bandai Namco adquiriu os 10% restantes das ações.